# Vork van Morton
Een Vork van Morton (ook tussen hamer en aambeeld of tussen Scylla en Charybdis) is een van de vormen waaronder een dilemma zich kan voordoen, met name een keuze tussen twee of meer gelijkelijk ongewenste alternatieven. De term wordt ook gebruikt om aparte gedachtegangen aan te duiden die tot dezelfde ongewenste conclusie leiden. De Vork van Morton is de logische tegenhanger van de Ezel van Buridan.
De oorsprong van de term is te vinden in het beleid inzake belastingheffing van John Morton (1420-1500), Lord Chancellor van Engeland (1487-1500) tijdens de regering van Hendrik VII. Morton ging ervan uit dat een onderdaan die in weelde leefde, zeker over voldoende middelen beschikte om hoge belastingen te betalen aan de koning; een onderdaan echter, die een zuinig leven leidde, had ongetwijfeld voldoende gespaard om eveneens hoge belastingen te betalen. Dit waren de twee tanden van de vork: ongeacht of iemand in weelde dan wel in armoede leefde zou hij steeds zwaar belast worden.
Een Vork van Morton kan iemand ertoe brengen helemaal geen keuze te maken, mogelijk eveneens met ongewenst gevolg. Een grondigere afweging van de alternatieven kan soms een bijkomende keuzemogelijkheid onthullen of uitwijzen dat een van de beschikbare keuzemogelijkheden toch een minder ongunstig resultaat oplevert dan de andere. Soms kan een Vork van Morton ook opgelost worden door een uitzondering op de regel te vinden.

## Sport
- Een manoeuvre in bridge waarbij elke tegenstander – met of zonder sterke hand – dient bij te dragen aan de winst van de leider, wordt eveneens een Vork van Morton genoemd.[3]
- In het schaken is de situatie van zetdwang ook een vorm van de Vork van Morton.

Catch-22 ·
Chicken game ·
Cognitieve dissonantie · 
Dubbele binding · 
Ezel van Buridan · 
Hobson-keuze · 
Prisoner's dilemma ·
Vals dilemma · 
Vork van Morton